# Slaget om Shanghai (1937)
Slaget om Shanghai fra 13. august til 9. november 1937 var det første store slag i 2. kinesisk-japanske krig. Den japanske hær angreb og erobrede den kinesiske by Shanghai.

## Baggrund
Efter at Japan allerede i starten af 1930'erne havde annekteret Manchuriet voksede stridighederne mellem Kina og Japan. Episoden på Marco-Polo-Broen den 7. juli 1937 førte til udbruddet af 2. kinesisk-japanske krig. Japan besatte uden større modstand kinesisk område.
Kina befandt sig på daværende tidspunkt midt i en borgerkrig mellem kommunisterne og nationalisterne i Kuomintang og der var hverken en samlet ledelse eller en udbygget industri.
Kuomintang blev i starten støttet af Nazityskland i kampen mod kommunisterne. Denne bistand blev imidlertid stoppet, da Tyskland gik i forbund med Japan. Ingen andre lande viste større interesse for konflikten. USA og Storbritannien følte sig knyttet til Japan, da landet også var i konflikt med Sovjetunionen.
Lederen af Kuomintang, general Chiang Kai-shek, planlagde med at krigen skulle nå et vendepunkt i Shanghai. På den ene side var Shanghai af international betydning, og mange lande, heriblandt USA og Storbritannien, havde store besiddelser i Shanghai. Chiang Kai-shek mente, at disse lande ikke længere kunne holde sig ude af krigen, når deres egne besiddelser kom i fare. Desuden kunne hans tropper bedre holde ud i kampe fra hus til hus end i et åbent feltslag. De kinesiske tropper var dårligt uddannet og udrustet. En japansk division svarede nogenlunde til tre kinesiske divisioner.
Japanerne regnede derfor med en hurtig sejr. Man planlagde med at erobre Shanghai på tre dage og hele Kina på tre måneder. Da der var mange ældre reservister i den japanske hær, som havde familie derhjemme, forsøgte man at holde moralen oppe med udsigten til en hurtig sejr.

## Forløb
Den 13. august nåede omkring 10.000 japanske soldater bydelen HongKou. De kinesiske tropper gjorde forbitret modstand.
Den 22. august gjorde den 3., 9. og 11. division landgang i områderne ChuanSha, ShiZilin og BaoShan. På grund af den kraftige støtte fra skibsartilleri kunne kineserne ikke indlede et modangreb og måtte trække sig længere tilbage ind i byen.
Indtil den 17. september opbyggede Kuomintang en forsvarslinje ved nordbanegården og 2. fase af slaget begyndte. Denne fase var præget af hårde kampe fra hus til hus. På daværende tidspunkt var 100.000 japanske soldater indsat i kampene i byen, og midt i september gennembrød de forsvarslinjen. De kinesiske enheder trak sig tilbage til nye forsvarslinjer og japanerne forøgede antallet af tropper til 200.000 mand. Frem til den 23. oktober blev Kuomintang trængt tilbage til den "Blå dragehøj", som de forsvarede trods store tab.
De kinesiske linjer brød sammen under presset og da den 10. japanske armé i midten af november gjorde landgang i Hangzhou-Bugten måtte Kuomintang trække sig tilbage for ikke at blive omringet.
For at muliggøre de kinesiske troppers tilbagetog forskansede omkring 452 soldater fra 2. bataljon i 524. regiment i Sihang-varehuset (kin. 四行倉庫|v=四行仓库Sìháng Cāngkù) under regimentschef Xie Jinyuan (kin. 謝晉元). Tropperne tilhørte 88. Division, en af Kuomintang divisionerne, som var uddannet og udstyret af tyske militærrådgivere. Sihang-varehuset havde et areal på 33.000 m² og var 6 etager højt. Mellem den 26. og 30. oktober slog tropperne ca. 10 japanske angreb tilbage og dræbte over 200 japanske soldater. Dette gjorde det muligt for de resterende tropper at trække sig tilbage uden at de japanske tropper kunne sætte efter dem. Befolkningen i Shanghai, herunder indbyggerne i det udenlandske kvarter, støttede tropperne med mad og funden ammunition. Den 30. oktober rømmede de overlevende soldater bygningen og trak sig tilbage til den britiske bydel, som de japanske tropper ikke kunne trænge ind i, da Japan på daværende tidspunkt ikke var i krig med Storbritannien.
Denne hændelse blev fejret som De 800 helte (kin. 八百壯士 Bābǎi Zhùangshì), og der blev komponeret et heltedigt om dem, som skal have styrke de kinesiske troppers moral.

## Resultat
Kineserne kunne ganske vist ikke fastholde byen, men det havde den militære ledelse indkalkuleret. Vigtigere var det at opnå en styrkelse af troppernes moral, da man for første gang for alvor havde sat sig til modværge mod den japanske erobring, og det kom nu til at stå klart, at man ikke bare ville opgive landet. Men tabene var erorme og Kuomintang mistede omkring en tredjedel af de kampdygtige tropper i slaget. Dette førte til en ændring af strategien, da man ikke havde råd til flere sådanne store slag mod japanerne.
Japanerne kunne se, at deres strategi om en hurtig erobring var slået fejl, og de havde uventet høje tab. Moralen blandt tropperne sank yderligere, da der kort efter slaget blev givet ordre til at marchere mod Nanking (Nanjing), den daværende hovedstad i Republikken Kina. Allerede undervejs kom det til grusomheder mod den kinesiske civilbefolkning. Efter slaget om Nanking blev op imod 300.000 civile og krigsfanger dræbt i Nanjing-massakren.
I slaget deltog over 1 mio. soldater og på begge sider faldt ca. 200.000 soldater.

## Eksterne kilder
- Nankingatrocities – Introduction/Battle of Shanghai (engelsk)